# Imai Maszataka
Imai Maszataka (Sizuoka prefektúra, 1959. április 2. –) japán labdarúgó.

## Futsal-világbajnokság
A japán válogatott tagjaként részt vett az 1989-es futsal-világbajnokságon.